# 渡邊隆
渡邊 隆（わたなべ たかし、1949年11月10日 - ）は、日本の実業家、馬主。
物流業・運輸業を手がける東江グループの代表であるほか、エルコンドルパサーなどの競走馬の馬主としても知られた。

## 経歴・人物
物流・運輸業を営む東江グループの代表取締役社長を務める。東江運輸の創業者である渡邊喜八郎の息子であり、慶應義塾大学卒業後に同社に入社、後に経営の後を継いだ。

### 交友
政治家の中川昭一とは、互いの娘が同級生という縁から私的に親交があった。中川が小渕内閣で農水相を務めていた当時の1998年8月、所有するオフサイドトラップが「農林水産大臣賞典」の新潟記念を勝った際にその旨を中川に伝えたところ、「僕はジャパンカップの表彰式に行くことになってる」と聞かされ、これが同競走へエルコンドルパサーが出走する選択理由のひとつになったという。ジャパンカップも農林水産大臣賞典であり、渡邊は中川から優勝トロフィーを授与された。

## 馬主活動

渡邊の勝負服（旧デザイン）

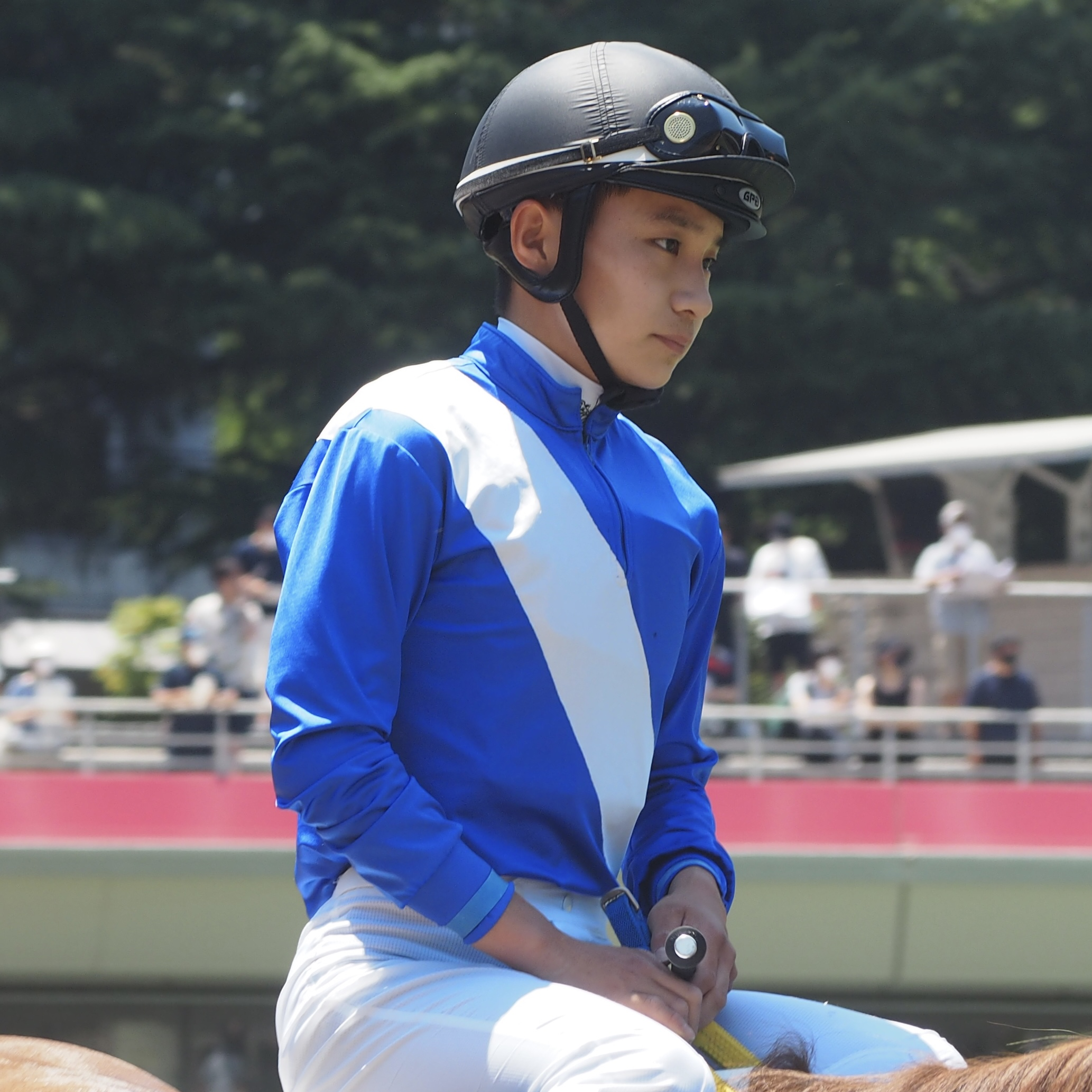
渡邊の勝負服（現デザイン）を着用した佐々木大輔

日本中央競馬会（JRA）に登録する馬主として知られる。勝負服の柄は、かつては黄、青一本輪、赤袖を、現在は青、白襷を使用している。冠名は特に用いないが、慶應大学時代にサッカー部（同学での名称は「ソッカー部」）に所属していた経験から、馬名の多くはサッカー経験に想を得たものとなっている。オフサイドトラップはサッカーの戦術、エルコンドルパサーはペルーの民謡「コンドルは飛んでいく」のことで、かつてペルーに住んでいたサッカー部の先輩からの発想、ハンソデバンドは渡邊と交友もある日本代表にも選出された元プロサッカー選手・播戸竜二に由来する。また、1990年代より以前の所有馬は加藤修甫厩舎、二ノ宮敬宇厩舎に所属させることが多かった。
「トウコウ」の冠名で知られた父・喜八郎と親子二代の馬主であり、かつては良血馬を喜八郎、動きが良い馬を隆が所有するという形態が取られていた。馬の血統表やファミリーテーブル、セールの名簿を眺めることが趣味であるといい、血統に造詣が深い。所有馬はいずれも自身が考案した配合によって生まれたもので、事実上のオーナーブリーダー（馬主兼生産者）である。特に日仏で活躍したエルコンドルパサーがよく知られ、クロスが幾重にも掛けられたその配合は、アメリカの競馬誌『デイリーレーシングフォーム』において「フェデリコ・テシオ、マルセル・ブサックに続く (Move over Federico Tesio and Marcel Bussac)」、「比類なき配合によって、エルコンドルパサーは非常に重要な種牡馬となるだろう (With his incomparable pedigree,El condor pasa should be very important stallion)」と高い評価を受けた。渡邊は実際のところさらに濃いインブリードを構想していたが、アメリカ本国の関係者から「頭が狂っているのか!?」と注意されて予定が変わったという。
「我々は常に挑戦者でありたい」と語り、所有馬の海外挑戦に積極的な姿勢を表明している。1999年のエルコンドルパサーのフランス遠征に続き、2003年にはスシトレインのアメリカ遠征を計画した。ただしスシトレインの遠征は最終的に取りやめている。
2022年8月7日の3歳未勝利に出走したガリンシャが中央競馬の登録を抹消されて以降、2023年現在まで所有馬の出走がない。

### 来歴
- 1979年 - 馬主資格取得[要出典]。
- 1998年 - エルコンドルパサーが共同通信杯を制し、重賞初制覇。さらに同馬はこの年のNHKマイルカップも制してGI級競走初制覇も果たしたほか、同馬はジャパンカップを、オフサイドトラップが天皇賞（秋）を制覇したことにより、この年だけで一気にGI競走を3勝した。
- 1999年 - エルコンドルパサーがフランス遠征、凱旋門賞に出走し、日本馬として初めて2着となった。

## 主な所有馬

### GI級競走優勝馬
- オフサイドトラップ（1998年天皇賞・秋、七夕賞、新潟記念）
- エルコンドルパサー（1998年NHKマイルカップ、ジャパンカップ、ニュージーランドトロフィー4歳ステークス、共同通信杯4歳ステークス、1999年サンクルー大賞、フォワ賞、凱旋門賞2着、イスパーン賞2着）

### 重賞競走優勝馬
- ハンソデバンド（2010年共同通信杯）

### その他の所有馬
- ニューイングランド（7戦4勝、種牡馬）
- スシトレイン（6戦2勝）

## 受賞
- 東京競馬記者クラブ賞（1999年）
- ケンタッキーサラブレッド協会賞（1999年）
- ランセル・ゴールド賞（平地部門、1999年）[10]
- バンブリー・アワード（1999年）[11]